# Мухаммед аль-Ашмар
Мухамме́д аль Ашма́р  (Mohamed al-Ashmar; 1880 — 3 березня 1960) — видатний громадський діяч Арабського Сходу, шейх.
У першу світову війну Ашмар активно боровся за визволення арабів з-під турецької влади. Після війни був одним із ватажків повстань сирійського народу (1922 і 1925) проти французьких колонізаторів. Засуджений французькою владою до страти, Ашмар емігрував і взяв участь у визвольному русі народів Йорданії та Палестини проти Великої Британії. Після другої світової війни Ашмар боровся за зміцнення незалежності Сирії. При безпосередній участі Ашмара в Сирії були створені комітети прихильників миру. До створення ОАР Ашмар був головою Національного комітету прихильників миру Сирії. Ашмар — член Всесвітньої Ради Миру, лауреат (1955) Ленінської премії «За зміцнення миру між народами».